# Sabine Quednau
Sabine Quednau är en före detta östtysk handbollsspelare.
Sabine Quednau spelade för SC Leipzig i den högsta ligan, Oberliga i Östtyskland. Med Leipzigklubben blev hon östtysk mästare 1984, 1988 och sista säsongen 1991.1986 och 1992 vann hon IHF-cupen med Leipzig. Hon var inte med i Leipzig säsongen 1992-1993.
Hon spelade också för det Östtysklands damlandslag i handboll vid världsmästerskapet i handboll för damer 1990 i Sydkorea. Där vann hon sin största internationella merit med ett VM-brons. Hon var en marginell spelare i huvudsak försvarsspelare och hon gjorde ett mål på tre spelade matcher.